# Аслы-Куль (природный парк)
Природный парк «Аслы-Куль» — особо охраняемая природная территория регионального значения в Башкортостане.

## История
Природный парк «Аслы-Куль» был учреждён 19 января 1993 года с целью сохранения флоры и фауны озера Асликуль. На территории природного парка также располагаются Усень-Ивановский заказник, сульфатно-кальциевый минеральный источник Алга и Водопад Шарлама.

## Расположение
Природный парк располагается на территории двух ландшафтных районов Башкирского Приуралья: Белебеевской возвышенности и Прибельской равнины. Общая площадь — 47 500 га.

## Флора и фауна
Большую часть территории занимают луговые, настоящие и кустарниковые степи. На территории парка произрастает 39 видов растений, которые занесены в Красную Книгу: ковыль Залесского, ковыль красивейший, ковыль перистый, тонконог жестколистный, рябчик русский, башмачок настоящий, ятрышник шлемоносный, полынь солянковидная и другие. Также в природном парке обитают краснокнижные виды животных: обыкновенный аполлон, степная дыбка, краснозобая казарка, сапсан, большой кроншнеп, малая крачка, степная тиркушка и др.